# Puerto de Mangalia
El Puerto de Mangalia (en rumano: Portul Mangalia) está situado en el Mar Negro, cerca de la frontera sur con Bulgaria, y a más de 260 km al norte de Estambul. Cubre 142,19 hectáreas de las cuales 27,47 hectáreas son tierra y 114,72 hectáreas son de agua. 
Los rompeolas norte y sur tienen una longitud total de 2,74 km. Hay 4 espacios (2 operativas) con una longitud total de 540 m. El max. profundidad es de 9 m. 
El puerto de Mangalia es utilizado principalmente por los Astilleros de Constanza.